# Acanthophis
Acanthophis är ett släkte av ormar som ingår i familjen giftsnokar.
Arterna är medelstora och tunga med en längd mellan 75 och 150 cm. De förekommer i den australiska regionen. Släktets medlemmar jagar ödlor, fåglar samt mindre däggdjur och lever i olika habitat. De fyller samma ekologiska nisch som huggormar i andra regioner och de har lika giftiga bett. Honor föder levande ungar (ovovivipari).
Dessa ormar är främst aktiva under skymningen och gryningen. En kull har vanligen 10 till 12 ungar.
Arter enligt Catalogue of Life:
- Dödsorm (Acanthophis antarcticus)
- Acanthophis barnetti
- Acanthophis crotalusei
- Acanthophis hawkei
- Acanthophis laevis
- Acanthophis praelongus
- Acanthophis pyrrhus
- Acanthophis rugosus
- Acanthophis wellsi

## Bildgalleri

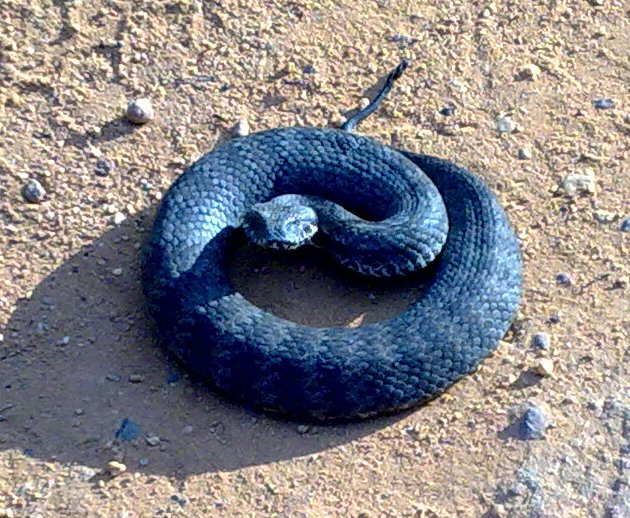
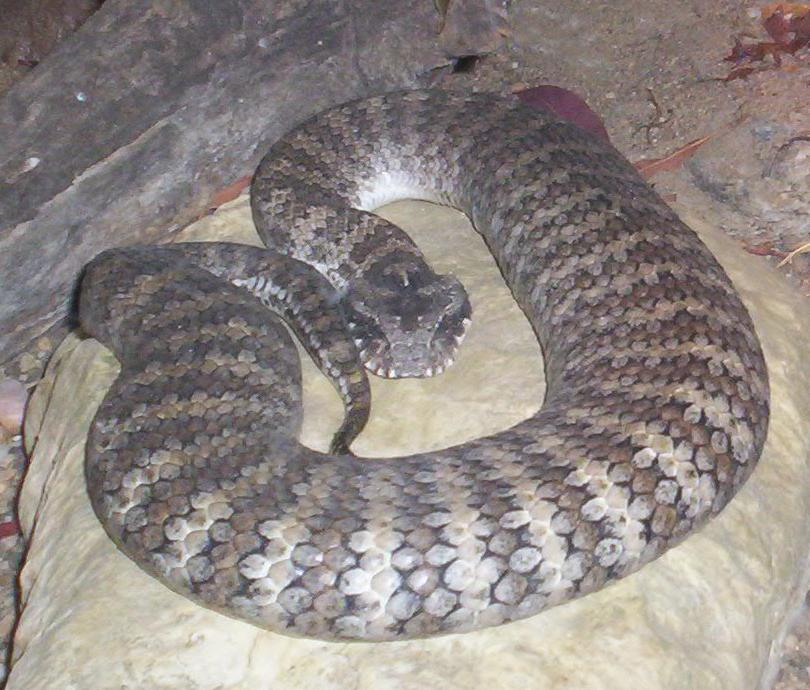
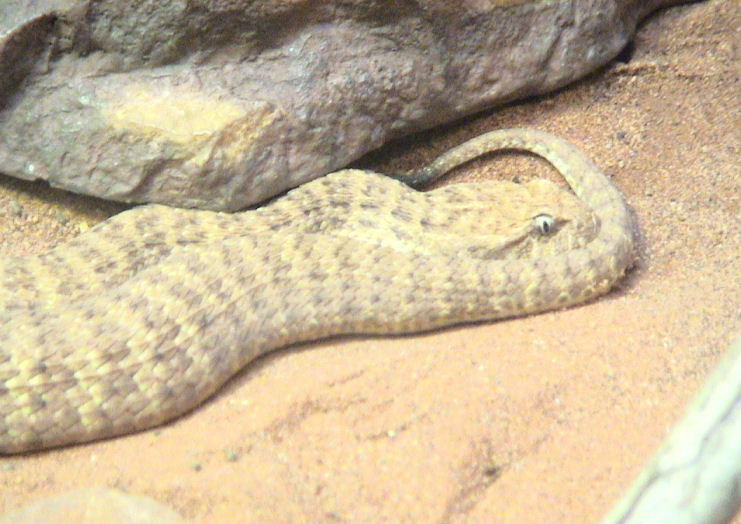
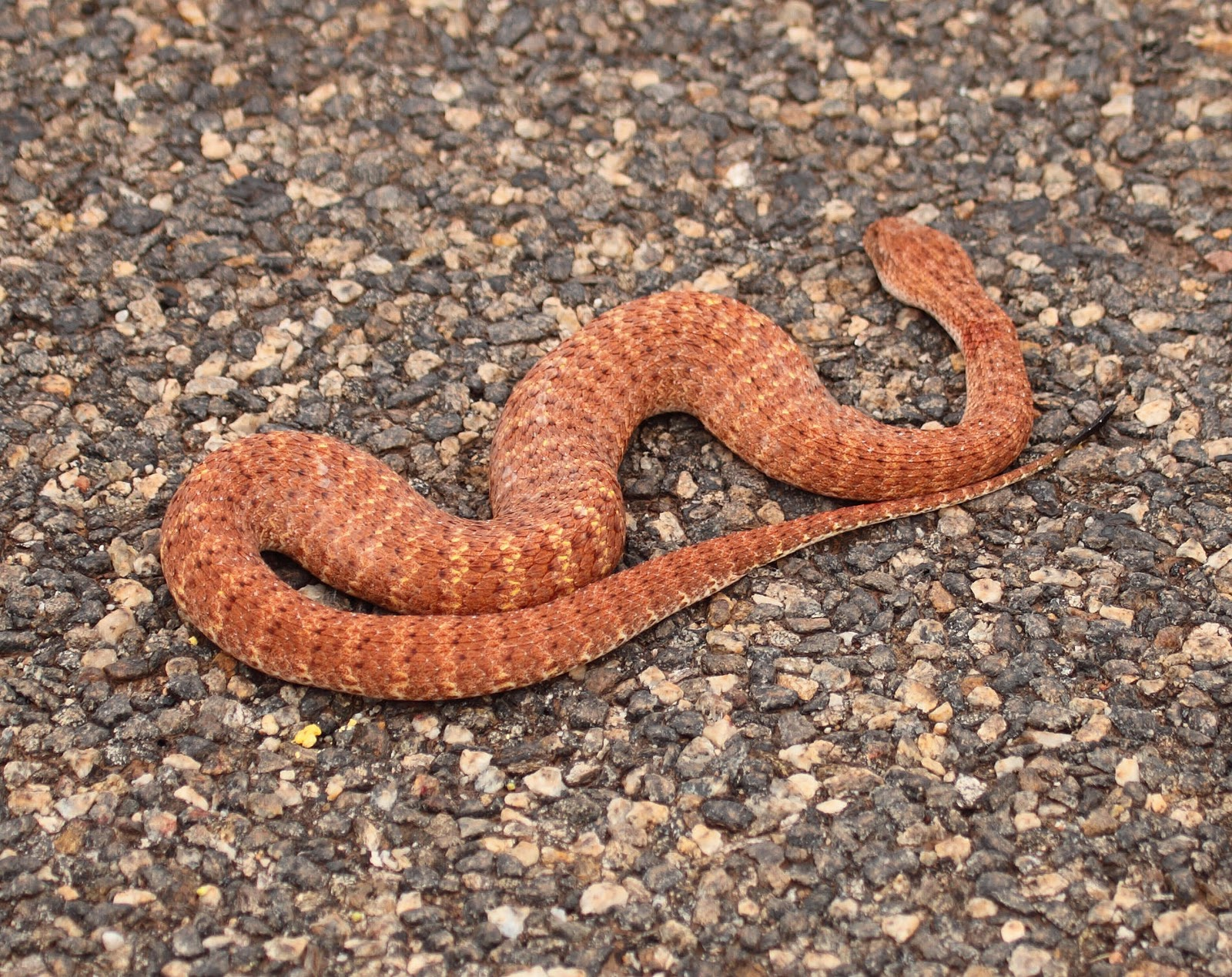